# 本上花梨
本上 花梨（ほんじょう かりん、1988年9月24日 - ）は、日本のAV女優。
趣味はマッサージで、特技は洋裁・水泳。

## 略歴
- 2007年11月、『恋する立ちバック 本上花梨』でAVデビュー。

## 出演作品

### アダルトビデオ
2007年
- 恋する立ちバック（11月21日、h.m.p、HODV-20473）※デビュー作
- 美少女快感エロ特訓（12月21日、h.m.p）

2008年
- 純愛☆ヌキッ娘診察室（1月21日、h.m.p）
- プリ尻♥桃色ロデオ（2月21日、h.m.p）
- 禁断のMの世界（4月4日、アウダースジャパン）
- DOKIレズ 21（4月4日、アウダースジャパン）
- アメスク 04（4月22日、プレステージ）
- [悪戯]（5月2日、アウダースジャパン）
- 援交中出し女子大生 花梨（5月15日、イマージュ）
- スーパー痴女ホテル（5月15日、トップワン）
- 男根少女（6月19日、ドグマ）
- トリプルパイパンGROOVE 3時間スペシャル（7月7日、プレミアム）
- HIGH SOCKS SCHOOL GIRL 3（7月11日、笠倉出版社）
- コスプレモード女子校生 02（10月10日、ラストラス）

### テレビ
- 桃のふくらみ #52（MONDO TV）
- ドキドキ！？にゅ～すキャスター（MONDO TV）